# Luren Dickinson

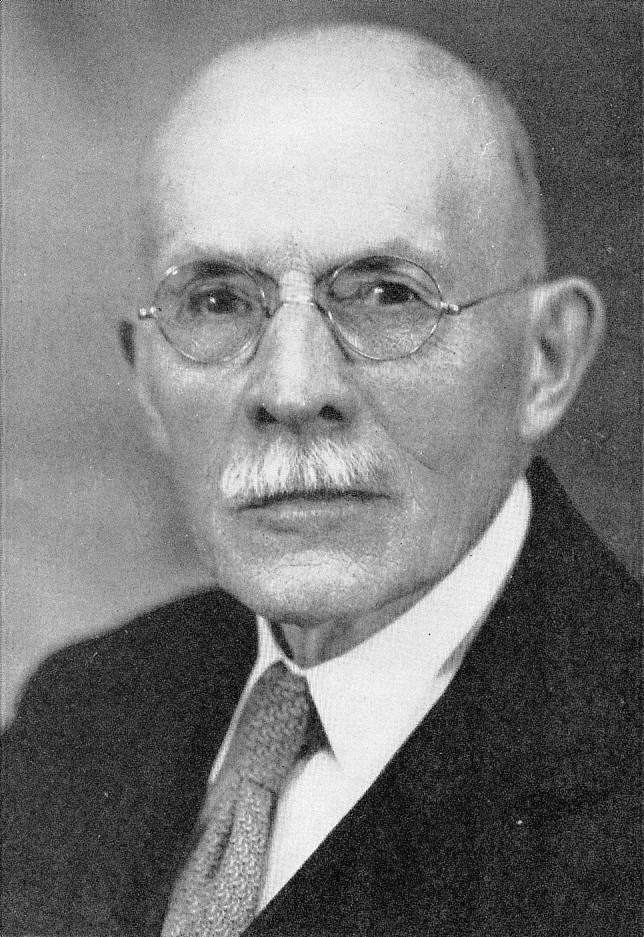
Luren Dickinson

Luren Dudley Dickinson (* 15. April 1859 im Niagara County, New York; † 22. April 1943 in Charlotte, Michigan) war ein US-amerikanischer Politiker und von 1939 bis 1941 der 37. Gouverneur von Michigan.

## Frühe Jahre
Dickinson kam schon in sehr jungen Jahren mit seinen Eltern nach Charlotte in Michigan. Dort besuchte er die Charlotte High School und er half seinen Eltern bei der Arbeit auf deren Farm. Nach Abschluss der Schule wurde er selbst im Schulwesen in verschiedenen Positionen tätig. Er war sowohl an Grund- als auch an Hauptschulen Lehrer. Später wurde er Schulleiter und Schulrat.

## Politischer Aufstieg
Dickinson war Mitglied der Republikanischen Partei. Zwischen 1897 und 1910 war er mit Unterbrechungen Mitglied des Landesparlaments bzw. des Landessenats von Michigan. Im Jahr 1914 wurde er erstmals zum Vizegouverneur dieses Staates gewählt. Den größten Teil seiner weiteren Karriere verbrachte er als Vizegouverneur. Seit dem Jahr 1914 wurde er insgesamt sieben Mal in dieses Amt gewählt und kandidierte 1924, 1932 und 1936 erfolglos für dieses Amt. Im Jahr 1938 kandidierte er wieder einmal erfolgreich für das Amt des Vizegouverneurs. Damit war er Stellvertreter von Gouverneur Frank Fitzgerald, der am 16. März 1939 nach weniger als drei Monaten in seiner zweiten Amtszeit verstarb.

## Gouverneur von Michigan
Nach dem Tod Fitzgeralds musste Dickinson als Vizegouverneur entsprechend der Bundesstaatsverfassung dessen Amt übernehmen und die Amtszeit beenden. Zu diesem Zeitpunkt war er fast 80 Jahre alt. Dickinson amtierte zwischen März 1939 und dem 1. Januar 1941. In dieser Zeit wurde ein Gesetz erlassen nach dem die Lehrer in Michigan einen Treueschwur auf die Regierung schwören mussten. Das Glücksspiel wurde unter seiner Regierung bekämpft. Im Vorfeld des amerikanischen Kriegseintritts in den Zweiten Weltkrieg, der dann im Dezember 1941 erfolgte, wurde die National Garde des Landes auf einen eventuellen Kriegseinsatz vorbereitet. Dickinson führte die Amtsgeschäfte meistens von seiner Farm aus. Im Jahr 1940 trat er trotz seines hohen Alters zur Wiederwahl an. Er unterlag aber gegen den Demokraten Murray van Wagoner.

## Weiterer Lebenslauf
Nach dem Ende seiner Gouverneurszeit zog er sich in sein Privatleben zurück. Er starb am 22. April 1943 und wurde in Charlotte in Michigan beigesetzt. Luren Dickinson war mit Zora Della Cooley verheiratet, mit der er ein Kind hatte.